# Niet-meetbare verzameling
In de maattheorie, een deelgebied van de wiskunde, is een niet-meetbare verzameling een deelverzameling van een verzameling met een eindig positieve maat, waar de structuur van de deelverzameling echter zo gecompliceerd is dat de maat van deze deelverzameling niet zinvol gedefinieerd kan worden, dat wil zeggen niet zodanig dat de gebruikelijke eigenschappen voor een maat gelden.
Historisch gezien heeft deze intuïtie Borel en Kolmogorov beïnvloed om de waarschijnlijkheidstheorie uitsluitend te formuleren op basis van meetbare verzamelingen. De meetbare verzamelingen op de eenheidslijn worden gevormd door telbare verenigingen en doorsnedes van intervallen. Deze meetbare verzamelingen zijn rijk genoeg voor elke denkbare definitie van een verzameling die in de standaard wiskunde ontstaat, maar ze vereisen veel formalisme om te bewijzen dat verzamelingen daadwerkelijk meetbaar zijn. 
In 1970 stelde Robert Solovay vast dat het, onder de veronderstelling dat ontelbare keuze niet is toegestaan, consistent met de standaard verzamelingentheorie is om te veronderstellen dat er geen niet-meetbare verzamelingen bestaan. Onder aanname van het keuzeaxioma bestaan ze wel, onder andere bestaan dan de niet meetbare Vitali-verzamelingen, en gelden de Hausdorff-paradox en de Banach-Tarskiparadox die onmeetbaarheid van bepaalde verzamelingen impliceren.

## Geschiedenis
De eerste indicatie dat er mogelijk een probleem was bij het definiëren van de lengte voor een willekeurige verzameling kwam van de stelling van Vitali. 
Wanneer men de vereniging van twee disjuncte verzamelingen vormt, zou men verwachten dat de maat van het resultaat van deze vereniging de som van de maten van de twee verzamelingen zou zijn. Een maat met een dergelijke eigenschap wordt eindig optelbaar genoemd. Hoewel een eindig optelbare maat als voldoende wordt beschouwd voor een intuïtieve benadering van de notie oppervlak en een analoog begrip in de Riemann-integratie wordt gebruikt, wordt een eindig optelbare maat als ontoereikend beschouwd voor de onderbouwing van het waarschijnlijkheidsbegrip, dit omdat conventionele moderne behandelingen van rijen van gebeurtenissen of willekeurige variabelen vragen om telbare optelbaarheid.

## Consistente definities van maat en waarschijnlijkheid
De Banach-Tarskiparadox laat zien dat er geen manier bestaat om volume in drie dimensies te definiëren, tenzij men een van de onderstaande vier concessies doet: 
1. Het volume van een verzameling kan veranderen wanneer de verzameling wordt geroteerd
2. Het volume van de vereniging van twee disjuncte verzamelingen kan verschillen van de som van de twee volumes (dat wil zeggen, er is zelfs geen eindige additiviteit)
3. Sommige verzamelingen zouden kunnen worden aangemerkt als "niet-meetbaar", en men moet controleren of een verzameling "meetbaar" is, voordat men wat zegt over het volume van deze verzameling
4. De axioma's van de Zermelo-Fraenkel-verzamelingenleer (ZFC) moeten worden aangepast.

De hoofdstroom kiest voor de derde weg. Men definieert een "rijke" familie van meetbare verzamelingen. Bijna elke expliciet gedefinieerde verzameling uit de meeste deelgebieden van de wiskunde maakt deel van deze familie uit. Het is meestal doenlijk om te bewijzen dat een gegeven specifieke deelverzameling van het meetkundige vlak meetbaar is. De meeste wiskundigen geven de voorkeur aan keuze 3. Zij kiezen voor het fundamentele uitgangspunt dat een telbare oneindige rij van disjuncte verzamelingen voldoet aan de somformule, een eigenschap die wiskundigen σ-optelbaarheid noemen.
In termen van het aanpassen van ZFC (afkorting voor Zermelo-Fraenkel-Choice), om het mogelijk te maken dat alle verzamelingen meetbaar zijn, is verreweg het meest voorkomende voorstel om het keuzeaxioma uit ZFC te verwijderen (en dus impliciet verder te werken in ZF). In 1970 heeft Robert Solovay aangetoond dat het bestaan van een niet-meetbare verzameling voor een Lebesgue-maat niet bewijsbaar is in het raamwerk van de Zermelo-Frankel verzamelingentheorie in afwezigheid van het keuzeaxioma. Hij toonde ook aan dat (uitgaande van de consistentie van een ontoegankelijke kardinaal) er een model van ZF bestaat, waarin telbare keuze geldt, elke verzameling Lebesgue-meetbaar is en waarin het volledige keuzeaxioma ontoereikend is. 
Het verwerpen van het keuzeaxioma komt veel wiskundigen voor als het uithollen van de functionaalanalyse en de algemene topologie, dit omdat het keuzeaxioma equivalent is met een fundamenteel resultaat uit de algemene topologie, de stelling van Tychonov, en ook met de conjunctie van twee fundamentele resultaten uit de functionaalanalyse, de stelling van Banach-Alaoglu en de stelling van Krein-Milman. Het verwerpen van het keuzeaxioma heeft ook grote invloed op de studie van oneindige groepen, evenals op de ring- en de ordetheorie (zie de stelling van Boole over priemidealen). De axioma's van bepaaldheid en afhankelijk keuze blijven echter samen voldoende voor de onderbouwing van het grootste deel van de meetkundige maattheorie, de potentiaaltheorie, Fourier-reeksen en Fourier-transformaties, waarbij alle deelverzamelingen van de reële lijn Lebesgue-meetbaar zijn. Hoewel de in deze paragraaf besproken optie 4 onder wiskundigen op de tweede plaats komt, is het toch slechts een kleine minderheid van wiskundigen die hier de voorkeur aangeeft boven optie 3. 
Andere wiskundigen zijn van mening dat men σ-optelbaarheid in één dimensie op moet geven om zo een definitie van lengte voor alle verzamelingen te kunnen verkrijgen. Deze aanpak heeft zich nog niet als erg nuttig bewezen.

## Consequenties van niet-meetbaarheid
Niet-meetbaarheid betekent dat lengte, oppervlak en volume niet altijd zinvol gedefinieerd kunnen worden. Bovendien, als het volume van een object onbepaald is zou bij gegeven dichtheid ook de massa onbepaald zijn.
Ook zou bijvoorbeeld bij het gooien van een dart naar de eenheidsschijf (zie Freilings symmetrie-axioma) de waarschijnlijkheid dat de dart in een bepaalde niet-meetbare verzameling belandt onbepaald zijn.